# Óscar Gil
Óscar Gil Osés (Peralta, Navarra, 14 de junio de 1995) es un futbolista que juega en la demarcación de defensa en el C. D. Castellón de la Segunda División de España.

## Trayectoria
Llegó a las categorías inferiores del Athletic en 2008, donde rápidamente fue progresando hasta llegar al Bilbao Athletic en 2013. Tras tres temporadas, y un ascenso a Segunda División con el filial rojiblanco, fue seleccionado para realizar la pretemporada 2016-2017 con el primer equipo junto a Yeray y Vesga. Finalmente, fue Yeray Álvarez el central elegido para quedarse en el primer equipo y él fue cedido al Real Oviedo. Jugó como titular, con bastante asiduidad, en los primeros meses, pero solo jugó un minuto más desde el mes de enero.
En la temporada 2017-18, regresó al Bilbao Athletic donde se asentó como titular. El 10 de febrero de 2018 disputó su partido número 100 en el Bilbao Athletic en la victoria (2-1) ante el C. D. Mirandés. Por otro lado, el 25 de octubre de 2017 debutó con el Athletic Club en el partido de Copa ante la S. D. Formentera que acabó 1-1.
El 2 de agosto de 2018, después de no haber sido renovado por el Athletic Club, se incorporó al Racing de Santander. Tras año y medio en el conjunto cántabro, en enero de 2020 se marchó cedido al Atlético Baleares hasta final de temporada.
El 8 de julio de 2021 fue uno de los fichajes que anunció la S. D. Amorebieta, que acababa de ascender a la Segunda División. El equipo no pudo mantener la categoría, por lo que optó por no continuar y se marchó al C. D. Castellón.

## Selección nacional
Fue internacional sub-17, sub-18 y sub-19 con la selección española.

## Clubes
| Club                             | País   | Año       |
| -------------------------------- | ------ | --------- |
| C. D. Basconia                   | España | 2012-2013 |
| Bilbao Athletic                  | España | 2013-2018 |
| Real Oviedo (cedido)             | España | 2016-2017 |
| Racing de Santander              | España | 2018-2021 |
| C. D. Atlético Baleares (cedido) | España | 2020      |
| S. D. Amorebieta                 | España | 2021-2022 |
| C. D. Castellón                  | España | 2022-     |